# Aartsengel Michaëlkathedraal (Nizjni Novgorod)
De Kathedraal van de Aartsengel Michaël (Russisch: Михайло-Архангельский собор; Michailo-Archangelski sobor) is een Russisch-orthodoxe kathedraal in de Russische stad Nizjni Novgorod. De kathedraal is de oudste kerk van Nizjni Novgorod.

## Geschiedenis

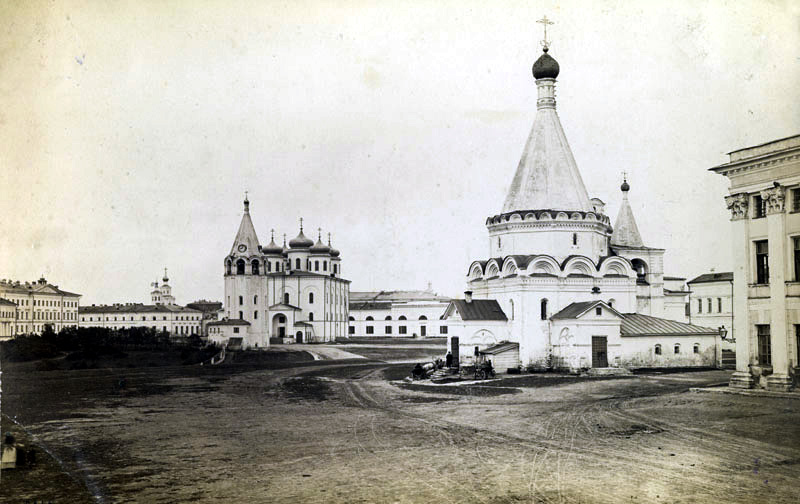
De kremlinkathedralen op een afbeelding uit 1868

Al in 1221 stond op de plek een kerk van hout. Deze kerk werd echter al in de jaren 1227-1229 door een stenen kerk vervangen. In 1359 werd de kerk grondig verbouwd. De kerk had oorspronkelijk een koepel, die op vier zuilen rustte. In de kathedraal is ook nu nog te zien waar de zuilen stonden. Uit onderzoek en vondsten is gebleken dat de muren van de kerk rijkelijk versierd waren met beeltenissen van dieren. Toen de Tataren in 1377 en 1378 Nizjni Novgorod plunderden werd de kerk verbrand en gedeeltelijk verwoest. Aan het begin van de 17e eeuw werd de kerk in het geheel niet gebruikt, een geschiedenisboek vermeldt: "de Aartsengel Michaëlkathedraal is bouwvallig en erediensten worden er al lang niet meer gevierd".
Na zijn terugkomst uit Poolse gevangenschap gaf Patriarch Filaret in 1628 aan Lavrenti Semjonowitsj Vosoelin en diens stiefzoon Antipa de opdracht de kathedraal te herstellen. Het land had een zware tijd achter de rug met interne tegenstellingen en buitenlandse interventies. Tot lof en eer van de overwinning op de Poolse indringers liet men de kathedraal, gewijd aan de Aartsengel Michaël, de patroonheilige van het leger, weer herleven. De werkzaamheden aan de bouw begonnen op 23 april 1628. De bouw werd alleen door Antipa voltooid, want tijdens de bouw stierf Lavrenti. Afmetingen en grondplan van het oude gebouw bleven intact, maar de constructie en het aanzien van de kerk werden volslagen anders. Het werd een kerk met een tentdak met drie portalen en een klokkentoren boven de zuidelijke ingang.
In 1704 en 1715 werd de kathedraal door brand zwaar beschadigd waarbij de oude iconostase verloren ging. Meerdere jaren stond de kathedraal er wederom verlaten bij totdat de kerk in 1732 opnieuw werd gerenoveerd en ingericht.

## Overig
In de kathedraal ligt sinds 1963 de as van Koesma Minin, de nationale held uit Nizjni Novgorod die samen met Dmitri Pozjarski met succes het land verdedigde tegen de Poolse invasie van begin 1600. Hij rust onder een eenvoudige tafel in de noordoostelijke hoek van de kerk. Ook vonden vorsten van Nizjni Novgorod en hun familieleden hier een laatste rustplaats. De exacte rustplaatsen zijn onbekend, alleen de inscripties van de namen worden op de zuidelijke muur vermeld. In 2005 werd de kerk voor het laatst gerestaureerd. Op 2 november 2005 bezocht patriarch van Moskou en heel Rusland Alexei II de kerk, een plaquette aan de muur herinnert aan deze gebeurtenis. In maart 2009 schonk de stadsregering van Niznji Novgorod de kathedraal negen klokken. De grootste klok weegt 530 kilo. In hetzelfde jaar vereerde Patriarch Kirill de kathedraal met een bezoek. Ter herinnering aan zijn bezoek gaf hij de kathedraal een icoon van de Moeder Gods van Kazan .